# Amélie Despeaux
Amélie Despeaux (Burdeos, 19 de marzo de 1987) es una deportista francesa que compitió en ciclismo en la modalidad de BMX. Ganó dos medallas en el Campeonato Mundial de Ciclismo BMX, plata en 2008 y bronce en 2007.

## Palmarés internacional
| Campeonato Mundial | Campeonato Mundial | Campeonato Mundial | Campeonato Mundial |
| Año                | Lugar              | Medalla            | Competición        |
| ------------------ | ------------------ | ------------------ | ------------------ |
| 2007               | Victoria (Canadá)  | Medalla de bronce  | Cruiser            |
| 2008               | Taiyuan (China)    | Medalla de plata   | Cruiser            |